# Louise Michaëli
Lovisa Louise Charlotte Helene Michaëli, född Michal 17 maj 1830 i Stockholm, död 23 februari 1875 i Jakob och Johannes församling, Stockholm, var en svensk operasångerska (sopran). Hon var internationellt berömd och turnerade i Europa under 1850-talet och var anställd vid Operan i London innan hon under 1860-talet blev en av Sveriges ledande operaprimadonnor.

## Biografi
Michaëli debuterade på Operan 1849, där hon genast mottogs med entusiasm eftersom Operan just då saknade en verklig primadonna. Hon antogs som elev vid Stockholmsoperan för Julius Günther och av Garcia i London. Hon fick engagemang i Stockholm 1852–1855.
Därefter gästspelade hon runt om vid scenerna i Skandinavien, Tyskland, Nederländerna, Norge och i London under åren 1855–1856. Hon anställdes 1859 vid Her Majesty's Theatre i London, där hon konkurrerade med storstjärnor som Giulia Grisi och Adelina Patti. När hon återkom till Sverige 1863 blev hon Operans primadonna vid sidan av Signe Hebbe och Fredrika Stenhammar fram till 1874. Hon ansågs sakna talang för talroller och tog därför så sent som 1871 lektioner för Signe Hebbe. Bland hennes roller fanns Berta i Profeten mot Olof Strandberg säsongen 1852–1853, huvudrollen Violetta och i Linda av Donizetti, hon medverkade i Hugenotterna mot signora Romani, Fredrika Stenhammar, Wilhelmina Fundin, Julius Günther och Haglund och i Robert mot Romani och Strandberg säsongen 1854–1855 under sin första period vid Operan, och i Norma mot Stenhammar, Fundin, Schaefer och Behrens, Ernani mot Oscar Arnoldson, Sandström och H. Behrens 1865–1866, Flykten ur seraljen mot Albertina Strandberg, Willman, Bernhard Lundbergh och Dahlgren 1866–1867 under hennes andra tid i Sverige.
Michaëli utnämndes till hovsångerska och invaldes som ledamot nr. 342 av Kungliga Musikaliska Akademien 1854. Hon fick Litteris et Artibus 1869.
Hon var gift med köpmannen Charles Michaëli. Maken och dottern avled 1870, och själv dog hon i tuberkulos 1875.

## Roller i urval
- Titelrollen i Norma
- Klytemnestra
- Grevinnan i Figaros bröllop
- Nattens drottning i Trollflöjten
- Agatha
- Donna Anna
- Titelrollen i Afrikanskan
- Guillemette i Pathelin
- Regementets dotter

## Bilder

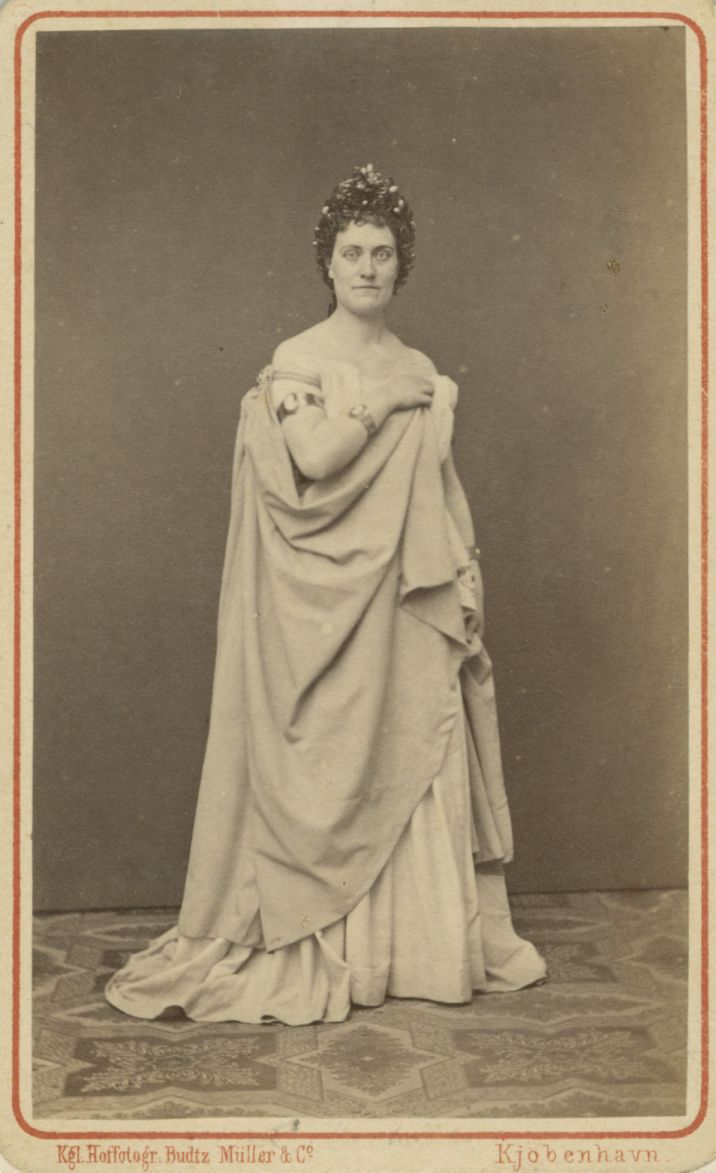
Kabinettsfoto från Köpenhamn.
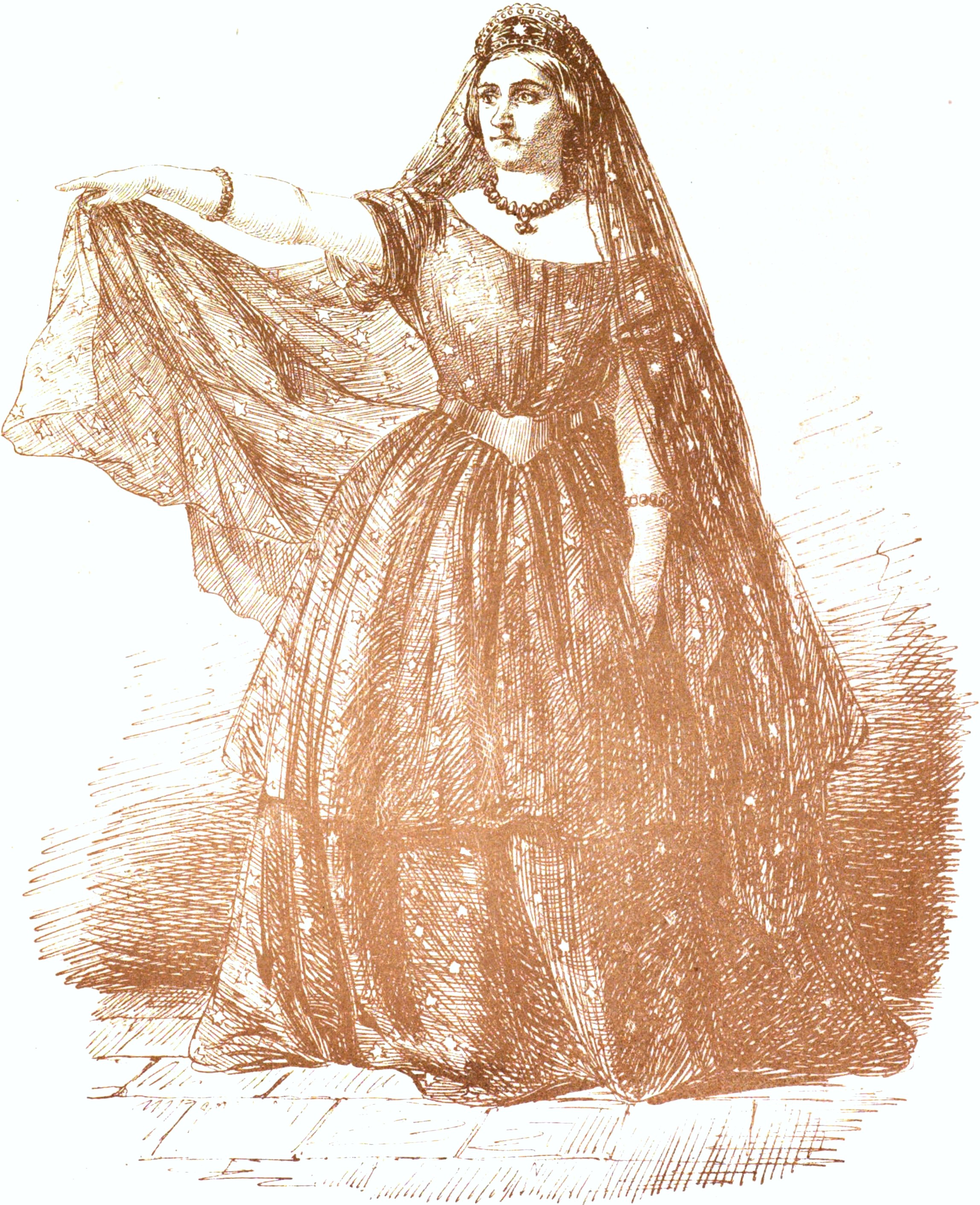
I rollen som Nattens drottning. Ur: Litografiskt allehanda (1865).
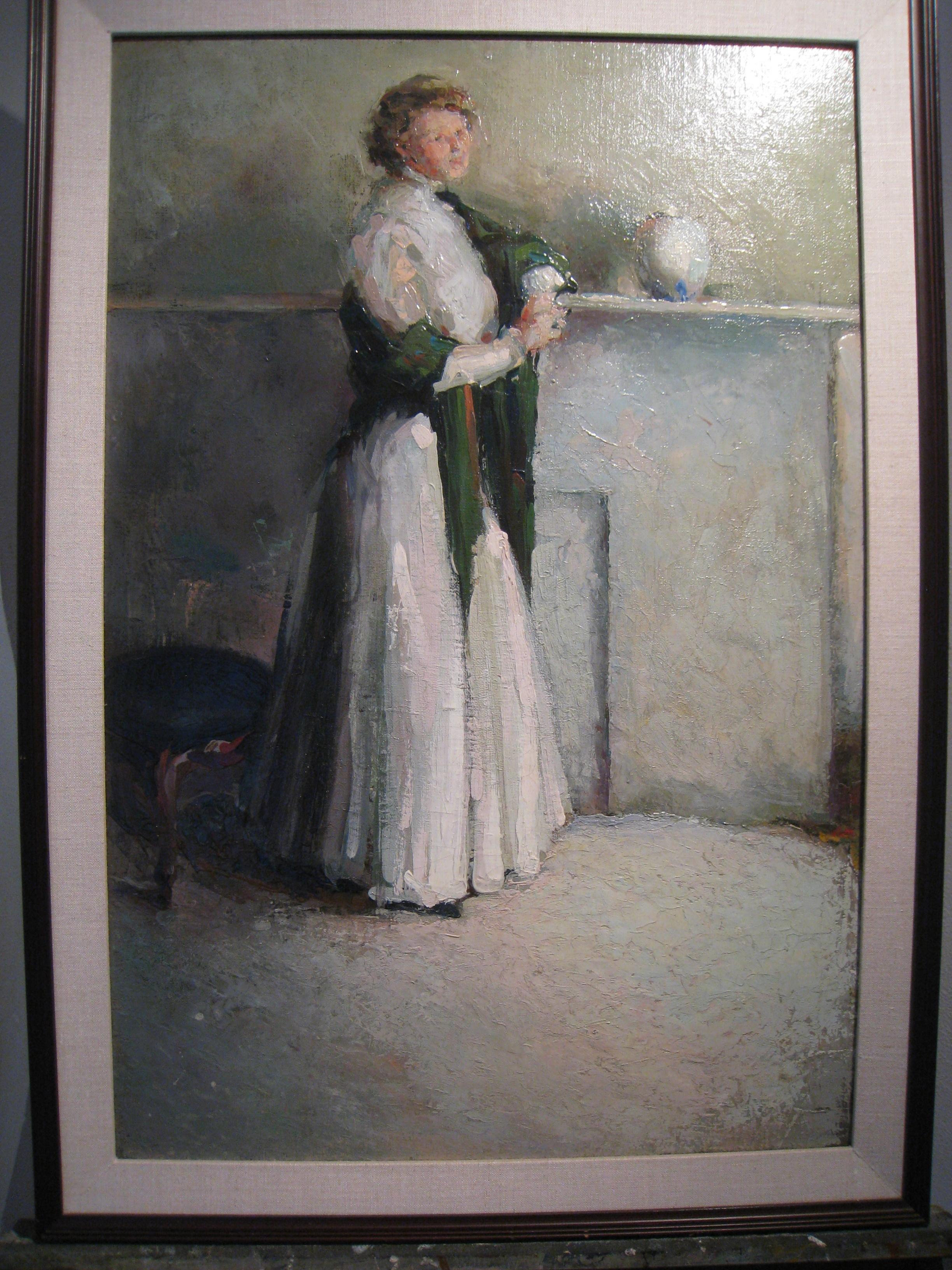
Porträtt i olja utfört av Charles Demuth (1907).
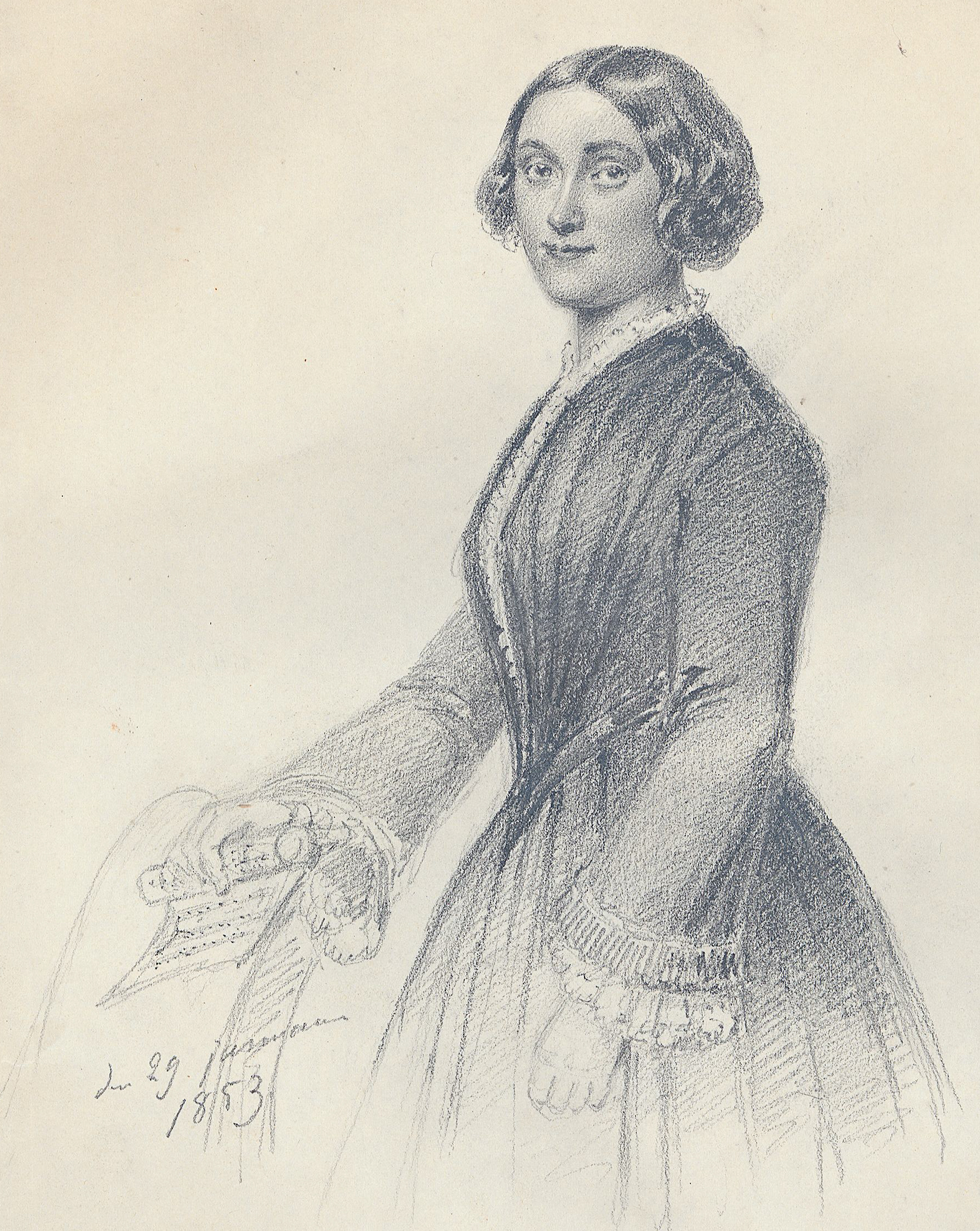
Teckning utförd av Maria Röhl 1853.